# Râul Maalbeek
Maalbeek (franceză Maelbeek) este un râu din Flandra, afluent al râului Senne ce face parte din bazinul hidrografic al râului Schelde. Izvorăște în apropiere de Asse, la 61 de metri deasupra nivelului mării. Trece prin comunele Wemmel, Meise și Grimbergen după care se intersectează cu Canalul maritim Bruxelles-Escaut. Se vărsa în Senne, la 13 metri față de nivelul mării. Lungimea totală este de 12,6 km.